# Моранді Франц Йосипович
Франц Йосипович (Франциск) Моранді (4 лютого 1811, Мілан, Королівство Італія — 23 жовтня 1894, Фіуме, Італія) — одеський архітектор, педагог, громадський діяч.

## Біографія

### Ранні роки, освіта
Народився в Італії у місті Кремі. Навчався у Кремонській гімназії (1821—1826), потім — в Імператорському королівському ліцеї св. Олександра в Мілані у Леопольда Лавеллі, а також доглядав за спорудами у Кремі та Кремоні.
У 1838 за дорученням професора Гісланді прикрашав залу у міланському палаці.
У 1838 і 1839 вчився в Академії мистецтв Брера, де отримав звання дійсного художника архітектури й живопису.

### Переїзд до Одеси
У 1839 під час епідемії холери втратив батьків, покинув Італію і переїхав до Одеси, а потім до Петербургу. В Петербурзі працював з Огюстом Монферраном і Фонтеном (у 1852 одружився з дочкою Фонтена).
Повернувся до Одеси в середині 1841. Спочатку працював за приватними замовленнями.
У 1843 надіслав у Петербурзьку академію мистецтв 4 проєкти: реконструкції одеського театру (1841); 2 варіанти синагоги (1842, 1843); стіни й башти карантину; підпірної стіни Приморського бульвару з влаштуванням підземних складів. Отримав від Петербурзької академії звання «назначеного» в академіки. За виконані будівлі і програму «Споруда поліції в одній столиці» у 1845 році здобув звання некласного художника.

### Міський архітектор Одеси
Впродовж 1845—1890 на службі. Спершу був призначений виконуючим обов'язки архітектора 4-ї частини Одеси, у 1846 — архітектором 2-ї частини.
З 1861 обіймав посаду архітектора реорганізованого Будівельного комітету і жіночого благодійного товариства, з 1865 року — архітектора при розпорядчій думі, в надалі при міській управі — робота Моранді включала перевірку проєктів поданих на затвердження різними особами.
В архітектурі спочатку надавав перевагу пізньому ампіру і бідермеєру, у подальшому використовував стильові форми неоренесансу, неоготики, неороманського, псевдоросійського і орієнталістського напрямків.
За його проєктами були розширені Преображенський кафедральний собор (1844—1849), Михайлівська церкви на Молдаванці (1847), завершена церква Вознесіння Господнього (1844—1846). Моранді керував будівництвом римо-католицького костелу Внебовзяття на вул. Европейській № 33 за проєктом Фелікса Гонсьоровського (1849—1853).
Займався питаннями благоустрою Одеси. У 1867 запропонував розширити Олександрівський проспект і додати дві бокові алеї. На початку 1870-х збудував чавунні ґрати навколо зелених насаджень.
У 1850-х спроєктував палац імператриці та кілька будівель в Ореанді поблизу Ялти.
У 1857 за проєкт поштамту в столиці Російської імперії від Петербурзької академії отримав звання академіка архітектури.

#### Генеральний план Одеси
Розробив генеральний план міста, який у 1849 затверджений імператором. В ньому були намічені нові казарми, Кінний ринок, Нове християнське і Слобідське кладовища, забудова набережної під Приморським бульваром, влаштування Сінного ряду поруч з «Привозом», благоустрій Театральної площі і Зовнішнього бульвару. В розробці плану брали участь інженери Григорій Морозов, А. Лехнер, архітектор Д. Скудієрі.

### Громадська діяльність
Окрім професійної діяльності, Моранді активно займався громадською діяльністю. З 1848 року був членом Товариства сільського господарства Південної Росії, для якого у 1854 році виконав карту ґрунтів Херсонської губернії. Також був членом Одеського товариства історії і старожитностей (1865, з 1869 — скарбник), Товариства красних мистецтв (віце-президент), Одеського відділення Російського Технічного товариства.
Моранді брав участь у заснуванні і впродовж 30 років опікувався Одеською малювальною школою (тепер Одеське художнє училище) — дбав про забезпечення педагогічними кадрами, книгами, наочними посібниками. Відомо, що перші гіпсові зліпки, малюнки, гравюри і манекени були ним виписані для школи з Міланській академії мистецтв, з якою він мав тісні контакти.

### Міжнародне визнання
Користувався великою повагою за кордоном. У 1852 отримав звання професора Болонської академії.
У 1886 запрошений Міланською академією мистецтв до журі, яке мало дати оцінку конкурсним проєктам закінчення Міланського собору.

### Останні роки
У 1890 вийшов на пенсію. Останні місяці життя провів в Італії в римському передмісті Фіуме, де помер 23 жовтня 1894. За наполяганням громадськості міста та родичів архітектора він був похований в Одесі.

## Проєкти

#### Житлові споруди
- Флігель Івлева, 1840, біля Старого базару[2];
- Будинок Шнеля, 1843, Канатна вул.[2];
- Будинок Демостика, 1843, Троїцька вул.[2];
- Будинок Еберлінга, 1843, Рішельєвська вул.[2];
- Житловий будинок, 1844, вул. Осіпова / Успенська вул.[2];
- Будинок Родоконакі, 1846, Приморський бульв., 10[2]. Пам'ятка архітектури національного значення № 1458/7[5];
- Будинок Григоровича, реконструкція 1846, Приморський бульв., 15[2]. Пам'ятка архітектури національного значення № 1458/12[5];
- Будинок Брачані, 1847, в кварталі між Базарною, Успенською, Катерининською і Рішельєвською вулицями[2];
- Особняк, 1847, Троїцька, 1 / Маразліївська вул., 52[2]. Пам'ятка архітектури № 855-Од[5];
- Будинок (пізніше будинок Товариства красних мистецтв), 1847, Преображенська вул., 16[2]. Пам'ятка архітектури № 659/1-Од[5].;
- Будинок Капністова, 1848, Преображенська вул.[2];
- Будинок Вучіні, 1849  Пушкінська вул., 19[2]. Пам'ятка архітектури № 655-Од[5];
- Будинок Потоцького, 1849, Катерининська площа[2];
- Будинок, 1849, Гімназична вул., 15[2];
- Дача градоначальника, 1849, Дюківський сад (не збереглась);
- Будинок графа Толстого, 1850, Преображенська, 9 / Софіївська[2]. Пам'ятка архітектури № 417-Од[5];;
- Будинок Вужнома, 1850, Польська вул.[2];
- Палац і манеж Масса, 1850, Воронцовський пров., 10 / Катерининська пл., 3[2]. Пам'ятка архітектури № 309-Од[5];
- Житловий будинок, 1850, Преображенська вул., 96[2];
- Будинок Карузо, се XIX ст., Ланжеронівська вул., 28[2]. Пам'ятка архітектури № 417-Од[5];
- Особняк Масса, 1850-і, Лідерсовський бульв., 11 / Обсерваторний пров.[5] (розібраний);
- Будинок княгині Рєпніної, 1851, Садова вул.[2] (не зберігся);
- Будинок Зоріфа, 1851, Надеждинська вул., 1[2]. Пам'ятка архітектури № 174-Од[5];
- Будинок Парпуті, 1851, Канатна вул. / вул. Жуковського[2];
- Будинок М. Ф. Моранді (власний), 1853, Пантелеймонівська вул., 28[2];
- Будинок Мерца, 1862, Олександріський просп., 3. Пам'ятка архітектури № 562-Од[5];
- Флігель, 1870-і, Катеринінська пл., 4. Пам'ятка архітектури № 318-Од[5];
- Будинок Масса, реконструкція 1872, Приморський бульв., 12. Пам'ятка архітектури національного значення № 1458/9[5];
- Перебудова житлового будинку, Преображенська вул., 1. Пам'ятка архітектури № 651-Од[5].

#### Громадські споруди
- Воскресенська церква, 1840-і рр., вул. Бернардацці (зруйнована)[5];
- Богадільня Стурдзовської общини жалісливих сестер (співавтор О. С. Шашін), 1849–1852 р., вул. Бєлінського, 2. Пам'ятка архітектури № 104/1-Од[5];
- Технічний нагляд за спорудженням Римсько-католицького костелу (проєкт: Гонсіоровський Ф. В.), 1849–1853 рр. Пам'ятка архітектури № 330-Од[5];
- Головна синагога (спільно з інж. М. Т. Любенковим), 1859 р., Рішельєвська / Єврейська вул., 25. Пам'ятка архітектури № 251-Од[5];
- Караїмська кенаса, 1860 р., Троїцька вул., 31 (не збереглась);
- Перебудова будинку біржі (за участю скульптора Л. Іорінні), 1871–1873 рр., Думська пл., 1. Пам'ятка архітектури національного значення № 547[5];

#### Типові проєкти
- Фасад будинку для масової забудови Міщанської вулиці, 1847;
- 16 станційних будинків, 1845—1848;
- Типовий проєкт будинку, 1847 р.[2];